# Sismo de North Cascades de 1872
O sismo de North Cascades de 1872 ocorreu às 9:40, hora local, em 14 de dezembro, no território Central de Washington (agora Estado de Washington). Uma intensidade máxima de Mercalli de VIII (grave) foi avaliada para vários locais, embora tenha sido observada agitação menos intensa em muitos outros locais em Washington, Oregon e Colúmbia Britânica. Algumas destas zonas periféricas intermédias registaram tremores de V (moderados) a VII (muito fortes), mas foram notificadas intensidades tão elevadas como IV (ligeiras) tão distantes como Idaho e Montana. Devido à localização remota do mainshock e a uma série de fortes tremores secundários, os danos nas estruturas limitaram-se a algumas cabines próximas das áreas de maior intensidade.
Como o sismo ocorreu antes que os sismógrafos estivessem operando na região, a magnitude do choque e sua localização nunca foram determinadas com precisão, mas os relatórios de intensidade disponíveis para o evento foram estudados e vários epicentros para o evento foram propostos com base nesses limitados dados. Um estudo apresentou uma estimativa Mw de 6,5–7,0, com uma localização proposta no lado leste da Cordilheira Cascade perto do Lago Chelan. Os resultados de um estudo separado indicaram que pode ter sido um evento maior, colocando o choque em North Cascades, ao sul da fronteira Canadá-Estados Unidos em Ross Lake.

## Antecedentes
A zona de subducção de Cascadia raramente influencia a porção oeste do estado de Washington, mas o choque M 7.3 de novembro de 1873 perto da fronteira entre Califórnia e Oregon pode ter sido associado a ela. Embora a atividade no Noroeste do Pacífico (especialmente a oeste das Cascades em Washington) tenha sido ocasionalmente localizada perto da zona de subducção, os terremotos lá ( 1949 Olympia, 1965 Puget Sound, 2001 Nisqually ) foram principalmente eventos intraplaca. Um grande terremoto M7 na falha de Seattle em 900 EC pode ter gerado um tsunami em Puget Sound. O evento de 1872 a leste das Cascatas não é bem compreendido devido à falta de registros instrumentais e relatórios confiáveis de intensidade sentida.

## Terremoto

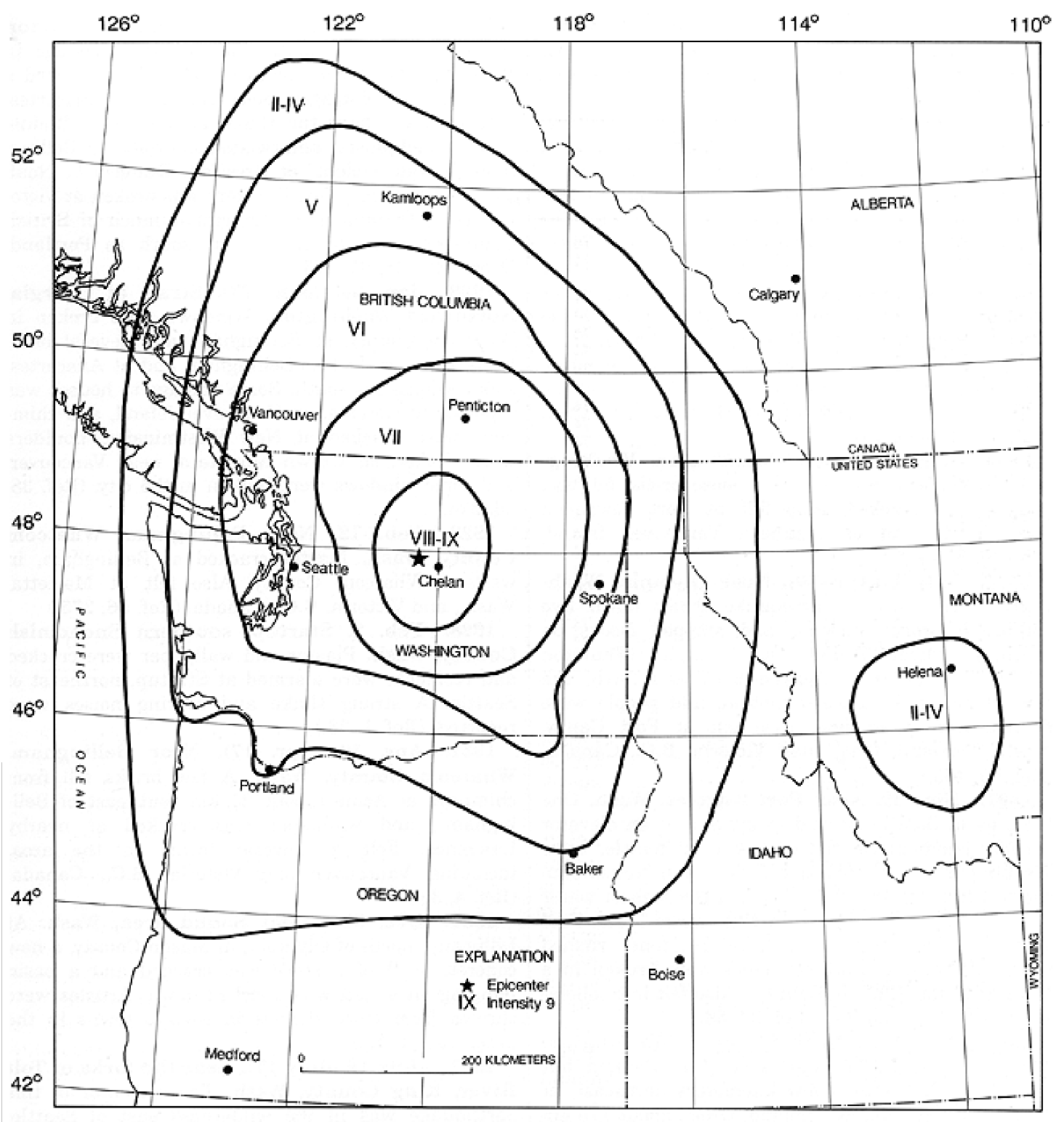
Mapa isossísmico do evento

Como havia apenas seis sismógrafos operando no estado de Washington e no oeste da Colúmbia Britânica até 1969, há registros instrumentais insuficientes para eventos mais antigos na região. As profundidades focais são desconhecidas para choques que ocorreram antes dessa época, mas os sismólogos Bakun et al. concluiu que o evento ocorreu em uma falha rasa no lado leste da Cordilheira das Cascatas. Eles empregaram um método que foi desenvolvido por WH Bakun e CM Wentworth para usar informações de intensidade de terremoto que podem ser mapeadas para uma magnitude de momento correspondente. As intensidades de doze terremotos do noroeste do Pacífico do século 20 foram usadas para calibração antes de analisar as intensidades conhecidas para o evento de 1872 em uma tentativa de resolver a localização e a magnitude. Os relatórios foram interpretados de forma a colocar o epicentro perto da extremidade sul do lago Chelan, mas outras considerações deixaram outros pontos focais plausíveis ao norte e nordeste do lago. A magnitude foi estimada em 6,5–7,0 com 95% de confiança.
Usando uma estratégia semelhante, SD Malone e S. Bor analisaram as intensidades conhecidas do choque de 1872 e compararam os padrões de intensidade de vários terremotos registrados instrumentalmente que também ocorreram no noroeste do Pacífico. Um fator que foi levado em consideração foi que para terremotos que têm mapas isossísmicos circulares ou ligeiramente elípticos, o epicentro é geralmente próximo ao centro do padrão, mas para choques onde informações instrumentais também estão disponíveis, o epicentro às vezes não é onde teria sido assumido se apenas a informação de intensidade (e nenhuma informação instrumental) estivesse disponível. Um mapa isosismal do terremoto de Olympia de 1949 foi apresentado como um exemplo de um padrão distorcido ou complicado que foi atribuído a condições geológicas locais que atenuaram ou amplificaram as ondas sísmicas, e foi enfatizado que não levar em conta essas características locais poderia levar a uma má interpretação das intensidades sentidas e a um epicentro mal colocado.

Malone e Bor fizeram três simulações, com um evento M7.4 projetado ocorrendo a uma profundidade de 37 mi (60 km), mas levou em consideração as diferenças de atenuação tanto a leste quanto a oeste das Cascatas. Três locais exploratórios foram investigados, incluindo o cenário na extremidade sul do Lago Chelan que supostamente teve distúrbios significativos no solo, sua localização preferida perto do Lago Ross e um terceiro local ao norte da fronteira Canadá-Estados Unidos que havia sido proposto muito antes por WG Milne. O local do lago Ross foi escolhido porque correspondia mais ao padrão isossísmico, mas não era fortemente preferido em relação ao local de Milne, e a localização do lago Chelan foi excluída como sendo o epicentro, devido às características de atenuação regional que exigiam uma localização mais distante o Oeste. Várias profundidades foram investigadas, mas cada uma teve pouco impacto nos padrões isossísmicos abaixo da intensidade VI e, como a maioria dos terremotos a noroeste ocorre entre 25–37 mi (40–60 km) de profundidade, eles acreditam que o choque também ocorreu perto dessa profundidade, mas não descartaram a possibilidade de ter sido um evento mais raso.
Mais recentemente, Sherrod, usando LiDAR, identificou uma escarpa de falha em Spencer Canyon. O trabalho de campo subsequente determinou que esta escarpa de falha provavelmente é a ruptura do solo para o terremoto de 1872. A imagem LiDAR indica que a escarpa da falha tem um comprimento de 6 quilômetros (3,7 mi). Estudos de abertura de valas revelaram uma falha de impulso de mergulho noroeste medindo pelo menos 75 quilômetros (47 mi) longo que se moveu pela última vez entre 1856 e 1873 durante um único terremoto. Os resultados estimaram o choque em M 6.7–7.3.
| Intensidades de Mercalli selecionadas |                                  |
| MMI                                   | Localizações                     |
| VIII (ruinoso)                        | Entiat, WA, Wenatchee, WA        |
| VII (muito forte)                     | Lago Osoyoos, BC, Chilliwack, BC |
| VI (bastante forte)                   | Nicola Valley, BC, Olympia, WA   |
| V (forte)                             | Astoria, OR, Portland, OR        |
| IV (moderado)                         | Fort Lapwai, ID, Deer Lodge, MT  |
| Bakun et al. 2002, pp. 3256, 3257     |                                  |

### Danos
Embora o terremoto tenha sido sentido em uma área muito ampla (do Oceano Pacífico a Montana e da Colúmbia Britânica a Oregon), a área mais afetada era amplamente despovoada e existiam muito poucas casas. Um prédio de toras que foi construído em sedimentos não consolidados do rio perto da foz do rio Wenatchee havia deslocado as toras do telhado e a cozinha se separou do resto da estrutura. Outra cabana de madeira entre Entiat e Winesap também teve danos no telhado. Intensidades de Mercalli tão altas quanto VI ( Forte ) atingiram a porção oeste do estado, perto da altamente populosa região de Puget Sound, e a sudeste além de onde o local do reator nuclear de Hanford ficava mais tarde.

### Tremores secundários
Existe uma relação entre a profundidade do tremor principal e a ocorrência de tremores secundários, e vários terremotos do noroeste do Pacífico ilustram essa ligação, como o evento M5.5 Elk Lake de fevereiro de 1981 no sudoeste de Washington, que foi seguido por mais de 1.000 nos primeiros dois anos. O terremoto M7.3 1959 Hebgen Lake em Montana teve uma sequência significativa de tremores secundários, e o raso evento M7 1983 Borah Peak foi seguido por quatro tremores secundários. Em oposição, os eventos intraplaca (e choques crustais acima da zona de subducção ) no lado oeste das Cascatas tiveram sequências de tremores secundários insignificantes, geralmente representando um número mínimo de pequenos tremores secundários. Por exemplo, o choque Nisqually de 2001 ocorreu a quase 186 mi (299 km) de profundidade e foi seguido por apenas quatro pequenos tremores secundários, e houve uma procissão semelhante para o terremoto da Ilha de Vancouver em 1946, um choque crustal M7.6 que também teve uma profundidade focal próxima 186 mi (299 km).
Os tremores secundários se seguiram ao evento de 1872 e, durante as primeiras 24 horas, foram fortes o suficiente para serem sentidos em uma ampla área, de Idaho ao sul da Colúmbia Britânica. A intensidade dos choques diminuiu com o passar do tempo e, após um ano, eles ainda ocorriam, mas eram sentidos apenas em Wenatchee, Lago Chelan e Entiat. Bakun et ai. listou a considerável sequência de tremores secundários como uma forte indicação de que o evento inicial foi superficial.
A área de Entiat permaneceu sismicamente ativa até o século 20, levando à especulação de que os terremotos foram tremores secundários de longa duração do evento de 1872.